# Musikåret 1860

## Händelser

### April
- 9 april – En fransyska sjunger in sången "Au clair de la lune" på fonoautograf. [1]

## Födda
- 9 januari – Valborg Aulin, svensk kompositör
- 7 februari – Anna Norrie, svensk skådespelare och operettsångerska.
- 13 mars – Hugo Wolf, österrikisk tonsättare.
- 4 maj – Emil von Reznicek, österrikisk tonsättare.
- 29 maj – Isaac Albéniz, spansk tonsättare.
- 25 juni – Gustave Charpentier, fransk tonsättare.
- 7 juli – Gustav Mahler, österrikisk tonsättare och dirigent.
- 18 november – Ignaz Paderewski, polsk tonsättare, pianist och politiker.

## Avlidna
- 26 januari – Wilhelmine Schröder-Devrient, 55, tysk operasångare.
- 9 juni – Erik Drake, 82, svensk musikteoretiker, musikpedagog och kompositör.
- 26 augusti – Friedrich Silcher, 71, tysk kompositör.
- 25 september – Carl Friedrich Zöllner, 60, tysk kompositör.

### Fotnoter
1. ↑  ”IDAG”. 30 mars 2008. Arkiverad från originalet den 2 april 2008. https://web.archive.org/web/20080402234253/http://www.idg.se/2.1085/1.153070. Läst 17 maj 2011.